# 1240. grenadirski polk (Wehrmacht)
1239. grenadirski polk (izvirno nemško 1239. Grenadier-Regiment; kratica 1239. GR) je bil pehotni polk Heera v času druge svetovne vojne.

## Zgodovina
Polk je bil ustanovljen 8. februarja 1945 iz šolskih enot za obrambo Breslaua.